# Czajka (przystanek kolejowy w obwodzie leningradzkim)
Czajka (ros. Чайка) – przystanek kolejowy w pobliżu miejscowości Lebiażje, w rejonie łomonosowskim, w obwodzie leningradzkim, w Rosji. Położony jest na linii z Dworca Bałtyckiego do Wiejmarna.